# 上遠野太洸
上遠野 太洸（かとおの たいこう、1992年〈平成4年〉10月27日 - ）は、日本の俳優。宮城県仙台市出身。2019年3月6日付でエヴァーグリーン・エンタテイメントを退所しフリーランスで活動中。妻は女優の窪田美沙。

## 来歴
高校在学中は教員を目指していたが、2010年に開催された「第23回ジュノン・スーパーボーイ・コンテスト」に母親が書類を送り、審査を通過していく過程で芸能界入りを目指すようになる。同年11月の最終選考会にて、応募総数1万5132人の中からグランプリを受賞。
2011年3月、コンピレーション・アルバム『東京RAGGA LOVERS2』のジャケットモデルで芸能界デビュー。同年5月、ジュノン・スーパーボーイ・コンテストの同期受賞者で結成された「劇男JB」の旗揚げ公演で俳優デビューとなり、その後も多数のテレビドラマ・映画・舞台に出演する。
2012年に雑誌『ザテレビジョンZoom!!』vol.7「ことし期待のU-22俳優」第1位に選ばれる。
2014年、ニューヨークの女装バレエ団「グランディーバ」の日本公演にて舞台初主演を務める。バレエの経験はなかったが、同舞台のためにニューヨークに渡り特訓を受けた。
2014年10月から2015年9月まで『仮面ライダードライブ』でチェイス/魔進チェイサー→仮面ライダーチェイサー役でレギュラー出演を果たした。
2019年3月6日付で、デビューから約8年間所属していたエヴァーグリーン・エンタテイメントを退所。フリーランスに転身。2021年にはYUM innovation合同会社と一部業務提携している。
2024年7月20日、女優の窪田美沙と結婚したことを自身のX（旧Twitter）で報告。また、窪田が妊娠していることも併せて報告した。
同年12月18日、X（旧Twitter）で、第1子となる男児が12月12日に誕生したことを公表した。

## 人物
『ドライブ』以前にもスーパー戦隊や仮面ライダーのオーディションは何度も受けており最終選考まで残ったこともあった。チーフプロデューサーの大森敬仁は起用の理由について雰囲気を重視したことを述べており、戦隊メンバーとしては馴染めないが、顔立ちや色気がアンドロイド役に適していたと評している。

## 出演

### テレビドラマ
- 花ざかりの君たちへ〜イケメン☆パラダイス〜2011（2011年7月10日 - 9月18日、フジテレビ） - 河内森尚 役
- 恋する私のベーカリー（2012年1月22日 - 2月26日、LaLa TV） - 梶山翔太 役
- もう一度君に、プロポーズ 第3話 - 6話（2012年5月4日 - 25日、TBS） - タケル 役
- 黒の女教師（2012年7月20日 - 9月21日、TBS） - 立花聡 役
- 幸せの時間（2012年11月5日 - 12月28日、東海テレビ） - 浅倉良介 役
- あぽやん〜走る国際空港 第6話（2013年2月21日、TBS） - コバヤシソウタ 役
- 35歳の高校生（2013年4月13日 - 6月22日、日本テレビ） - 大竹亮太 役
- たべるダケ（2013年7月13日、テレビ東京） - 横井和人 役
- 東京バンドワゴン〜下町大家族物語 第3話（2013年10月26日、日本テレビ） - 脇坂修平 役
- チーム・バチスタ4 螺鈿迷宮（2014年1月7日 - 3月18日、関西テレビ / フジテレビ） - 天馬大吉 役
- 聖母・聖美物語 第47話 - 最終話（2014年6月4日 - 27日、東海テレビ） - 柳沢陽 役
- 吉原裏同心 第1回（2014年6月26日、NHK） - 中野信一郎 役
- 金田一少年の事件簿N（neo） 第7話（2014年9月6日、日本テレビ） - 魚住響四郎 役
- 仮面ライダーシリーズ（テレビ朝日）
  - 仮面ライダードライブ（2014年10月5日 - 2015年9月27日） - チェイス / 魔進チェイサー / 仮面ライダーチェイサー、狩野洸一（第47話） 役
  - 仮面ライダージオウ 第47話・第48話（2019年8月11日・18日） - チェイス / 魔進チェイサー 役[17]
- マネーの天使〜あなたのお金、取り戻します!〜 第11話（2016年3月17日、読売テレビ） - 天野 役
- 伝七捕物帳（2016年、NHK BSプレミアム） - かんざしの文治 役
- THE LAST COP/ラストコップ 第4話（2016年、日本テレビ） - 柏田雅樹 役
- 大江戸へぇ～辞典　忠臣蔵に見る武士道（2016年12月27日、BSフジ） - 大石主税 役
- 大阪環状線 ひと駅ごとの愛物語 （Part.2）第9話（2017年、関西テレビ） - 旭 輝 役
- 伝七捕物帳2（2017年、NHK BSプレミアム） - かんざしの文治 役
- 将棋めし（2017年、フジテレビ） - 宝山貴善 役
- ミステリー作家・朝比奈耕作シリーズ 鳥啼村の惨劇（2018年、TBS） - 結城翼 役
- 金曜プレミアム・政治の面白いトコロ集めました。加藤浩次vs政治家 再現VTR（2018年3月23日、フジテレビ） - 丸岡修 役[18]
- 真夜中のスーパーカー（2018年3月28日、NHK BSプレミアム） - リカルド 役
- 覚悟はいいかそこの女子。 第3話（2018年7月9日、MBS / TBS） - 升沢広司 役
- 文学処女（2018年9月10日 - 10月29日、MBS / TBS） - 七星真樹 役
- 主婦カツ!（2018年10月7日 - 11月25日、NHK BSプレミアム） - 矢島翔太 役
- SUITS/スーツ 最終話（2018年12月17日、フジテレビ） - 蜂矢勇気 役
- 彼が僕に恋した理由（2020年、TOKYO MX） - 本田優一 役

### 配信ドラマ
- ソイカレ〜私とイケメンが添い寝する30の方法〜（2015年2月14日 - 3月15日、UULA）
- スマドラ #2 イケメンGO!（2016年、FOD） - 野上蓮 役
- 警部補 矢部謙三〜人工頭脳 VS 人工頭毛〜（2017年、ビデオパス） - 知栄三郎役
- ガキ☆ロック〜浅草六区人情物語〜（2017年、Amazon Prime Video） - 主演・志村源 役
- ゼロ 一獲千金ゲーム ゼロ エピソードZERO 後藤ミツル編・後編（2018年、Hulu） - 遠坂 役
- モデル、劇団始めました。（2020年、YouTube「ヤマモトコウキTV」）- 主演・牧野ヒカル 役[19]
- 私の夫と結婚して（2025年6月27日 - 7月4日、Amazon Prime Video） - 小泉誠也 役[20]

### 映画
- グラッフリーター刀牙（2012年） - 柴 役
- 今日、恋をはじめます（2012年）
- リトル・マエストラ（2013年） - 大野正也 役
- ガキ☆ロック（2014年） - 主演・志村源 役
- 仮面ライダーシリーズ
  - 仮面ライダー×仮面ライダー ドライブ&鎧武 MOVIE大戦フルスロットル（2014年） - チェイス / 魔進チェイサー 役
  - スーパーヒーロー大戦GP 仮面ライダー3号（2015年） - 魔進チェイサー 役
  - 劇場版 仮面ライダードライブ サプライズ・フューチャー（2015年） - チェイス / 仮面ライダーチェイサー 役
  - 仮面ライダー×仮面ライダー ゴースト&ドライブ 超MOVIE大戦ジェネシス（2015年） - チェイス / 仮面ライダーチェイサー 役
- 忘れ雪（2015年） - 武田 役（友情出演）
- SHINPA vol.9 KCP エヴァレンジャー（2018年）- ブルー 役 / 監督[21]
- 覚悟はいいかそこの女子。（2018年） - 升沢広司 役
- チワワちゃん（2019年）- アキラ 役[22]
- HE-LOW THE FINAL（2022年）

### オリジナルビデオ
- 仮面ライダーシリーズ
  - 仮面ライダードライブ シークレット・ミッション type ZERO 第0話 カウントダウン to グローバルフリーズ（2014年） - 仮面ライダープロトドライブ（声）役
  - ドライブサーガ
    - ドライブサーガ 仮面ライダーチェイサー（2016年） - 主演・チェイス / 仮面ライダーチェイサー / 魔進チェイサー、狩野洸一 役[23]
    - ドライブサーガ 仮面ライダーマッハ/仮面ライダーハート（2016年） - 狩野洸一、チェイス 役

### 舞台
2010年代前半
- 劇男JB 旗揚げ公演（2011年5月3日 - 5日）
- Air studioプロデュース公演
  - ろまんす-特別バージョン-（2011年5月11日 -16日）
  - SAKURA（2011年10月19日 - 24日）
  - PRIDE（2011年11月2日 - 7日）
  - SAKURA（2012年3月1日 - 5日）
  - いつの間にか、キミは（2012年3月30日 - 4月3日）
  - 蒼い季節（2013年1月12日 - 16日）
  - PRIDE（2013年1月24日 - 28日）
  - アバドンの巣窟（2013年7月19日 - 24日）
  - 熱海殺人事件（2014年1月11日 - 19日） - 熊田留吉 役
  - 売春婦捜査官（2014年1月29日 - 2月2日）
  - 短編劇集〜4つの物語〜（2016年1月9日 - 14日） - 主演・若林光 役 他
  - ダークネスゲート（2018年6月9日 - 15日） - 伊達刑事 役
- 劇男JB 第2回フェスティバル（2011年8月26日 - 28日）
- Ever Green Entertainment Show Vol.2 - Vol.5（2011年 - 16年）
- 恋する私のベーカリー（2011年12月17日 - 25日） - 梶山翔太 役
- グランディーバ 日本公演（2014年4月9日 - 22日） - 主演
- 即興芝居×即プレビュー potluck 5（2014年5月9日）

2010年代後半
- グランディーバ 日本公演（2015年11月7日 - 18日） - 主演
- 虚構の劇団 天使は瞳を閉じて（2016年8月5日 - 9月4日）  - 主演・ユタカ 役
- Nana Produce Vol.7 どんどろ（2017年6月14日 - 18日） - 山本家 兄 役
- Sweat&Tears 東京キッドブラザース44th 失なわれた藍の色（2017年10月14日 - 22日） - ジュン 役
- ピアフ（2018年11月4日 - 12月17日） - テオ・サラポ 役 他
- 劇団PU-PU-JUICE 新・罪と罰（2019年4月25日 - 29日） - 影山孔明 役
- Nana Produce Vol.10 女は過去でできている（2019年7月10日 - 14日）- 孝弘 役
- 東映ムビ×ステ GOZEN-狂乱の剣-（2019年9月12日 - 23日、27日 - 29日）- 興津清順 役
- ジェットラグプロデュース 終わらない世界（2019年12月11日 - 15日）- 守口トモル 役

2020年代前半
- オフィス・RENプロデュース かげぜん（2020年1月22日 - 26日、29日） - 主演・神代大吾 役[24]
- オフィス上の空プロデュース 共骨（2020年3月7日 - 15日）- 加藤泰斗 役
- 殺し屋にくびったけ（2020年7月8日 - 12日）- 亀山大輔 役
- モデル、劇団始めました。（2020年10月3日 - 12日）- 主演・牧野ヒカル 役
- 舞台 SERVAMP-サーヴァンプ-（2020年11月27日 - 12月6日）- 椿 役
- 朗読劇 グーとパーでチョキを出す（2020年12月18日）- 主演・タカヤマタイシ 役
- 朗読劇 夢と希望のプロジェクト vol.2 WISH～奇跡を願う甘い夜～（2020年12月24、25、27日）- 樫村響平 役
- Nana Produce Vol.13 追憶（2021年1月20日 - 24日）- 工藤春樹 役
- 劇団MNOP＃1 舞台 個室（2021年2月5日 - 7日・3月3日 - 7日）- 自分・ボク・オレ 役（日替わり）
- 萬腹企画12杯目 みく×ぶれ 〜mixed×blessing〜（2021年3月31日 - 4月4日）- 主演・遠峯つづる 役
- GORIZO STAGE Vol.4 天才的脱兎（2021年4月28日 - 5月5日）- 主演・吉野黄桜 役
- 区立すーぱーうるとらスゲェふぁいやーこんと小学校（2021年8月24日 - 29日）
- 舞台 タクラマカン（2021年10月8日 - 10日）- ハルキ 役
- 穏やか貴族の休暇のすすめ。～新迷宮と貴婦人の結婚～[25]（2022年4月6日 - 10日） - 主演・リゼル 役
- 最果てリストランテ（2024年2月21日 - 25日）[26]
- BILL'S BILLS BUILDS（2024年6月20日 - 23日）[27]
- GORIZO STAGE Vol.8 天才的脱兎 再演（2024年8月16日 - 25日））- 主演・吉野黄桜 役[28]

2020年代後半
- 信長〜朧本能寺〜（2025年6月12日 - 16日） - 豊臣秀吉 役[29]
- ぼくらの七日間戦争2025（2025年8月24日 - 11月9日〈予定〉） - 相原徹 役[30]

### バラエティ
- おはスタ（2011年11月 - 2014年3月、テレビ東京）

### ドキュメンタリー
- 上遠野太洸 美しくなります〜男だけのバレエ団『グランディーバ』に挑戦!〜（2014年3月、BS-TBS）
- 東京キッドブラザース 再び！悔いなく生きるために！（2018年3月、スカパー！日テレプラス）
- MooVA season1 バチコン!（2020年）

### CM
- 日本経済新聞（2012年）
- ライオン 香り続くトップplus Web CM（2014年 - 2016年）
- ACE adidas BAG COLLECTION（2015年）
- カゴメ 植物性乳酸菌ラブレ クレンズ Web CM（2016年）

### ミュージックビデオ
- SPICY CHOCOLATE「ハートフル フレンド feat. Miss Monday & 紗羅マリー」（2011年）
- CODE-V「何度サヨナラを繰り返したら僕らは強くなれるの?」（2013年）

### 声優出演

#### アニメーション
- 脇役目線〜主客逆転！教訓体感アニメ〜 #1（シンデレラ）（2014年、WOWOWプライム）
- アクダマドライブ（2020年）- 処刑課後輩 役

#### ゲーム
- 仮面ライダーバトル ガンバライジング（2014年、アーケード） - 魔進チェイサー / 超魔進チェイサー / 仮面ライダープロトドライブ / 仮面ライダーチェイサー 役
- 仮面ライダー トランセンドヒーローズ（2016年、Android・iOS） - 仮面ライダーチェイサー / 魔進チェイサー / 超魔進チェイサー 役
- 仮面ライダー バトライド・ウォー 創生（2016年、PS4・PS3・PS Vita） - 仮面ライダーチェイサー / 超魔進チェイサー 役[31]
- オール仮面ライダー ライダーレボリューション（2016年、3DS） - 仮面ライダーチェイサー 役
- 仮面ライダー シティウォーズ（2017年、Android・iOS） - 魔進チェイサー 役
- 仮面ライダー ブットバソウル（2018年6月、アーケード） - チェイス / 仮面ライダーチェイサー / 魔進チェイサー / 仮面ライダープロトドライブ、狩野洸一 役[32]
- 仮面ライダーバトル ガンバレジェンズ（2023年、アーケード） - 魔進チェイサー / 超魔進チェイサー / 仮面ライダープロトドライブ / 仮面ライダーチェイサー 役

#### ドラマCD
- 仮面ライダーマッハ 夢想伝（2016年、チェイス 役）

### 玩具
- 変身拳銃 DXブレイクガンナー（ドライブサーガver.）（2016年4月） - チェイス 役
- DXシフトライドクロッサー＆シフトハートロン（2016年11月） - チェイス 役

## ディスコグラフィ

### サウンドトラック
| 発売日       | 商品名                                                                    | 歌                                                             | 楽曲               | 備考                                       |
| ------------ | ------------------------------------------------------------------------- | -------------------------------------------------------------- | ------------------ | ------------------------------------------ |
| 2015年9月9日 | 仮面ライダードライブ／仮面ライダー3号／仮面ライダー4号 ベストコレクション | 泊進ノ介（竹内涼真）、詩島剛（稲葉友）、チェイス（上遠野太洸） | 「Spinning Wheel」 | テレビドラマ『仮面ライダードライブ』挿入歌 |

## 作品

### 書籍
- ファースト写真集「T」（2016年2月12日、主婦と生活社）ISBN 978-4-391-14840-4
- 上遠野太洸 カレンダー（2015年 - ）
- JUNON「上遠野太洸」ファースト・トレーディングカード（2016年9月24日）

### 写真展
- 上遠野太洸×関根一弘写真展「裸足」（2020年10月17日 - 25日、tokyoarts gallery）

### その他
- SPICY CHOCOLATE『東京RAGGA LOVERS2』ジャケットモデル（2011年）
- 魔法のiらんど文庫『きのうよりも君が好き』カバーモデル（2012年）
- ピンキー文庫『通学模様 〜君と僕の部屋〜』カバーモデル（2013年）
- ピンキー文庫『弱音ノート -ヒミツの放課後、恋のはじまり。-』カバーモデル（2013年）
- 仮面ライダードライブの“チェイス”で有名なイケメン俳優・上遠野太洸ってどんな俳優？